# Tobar Bhríde

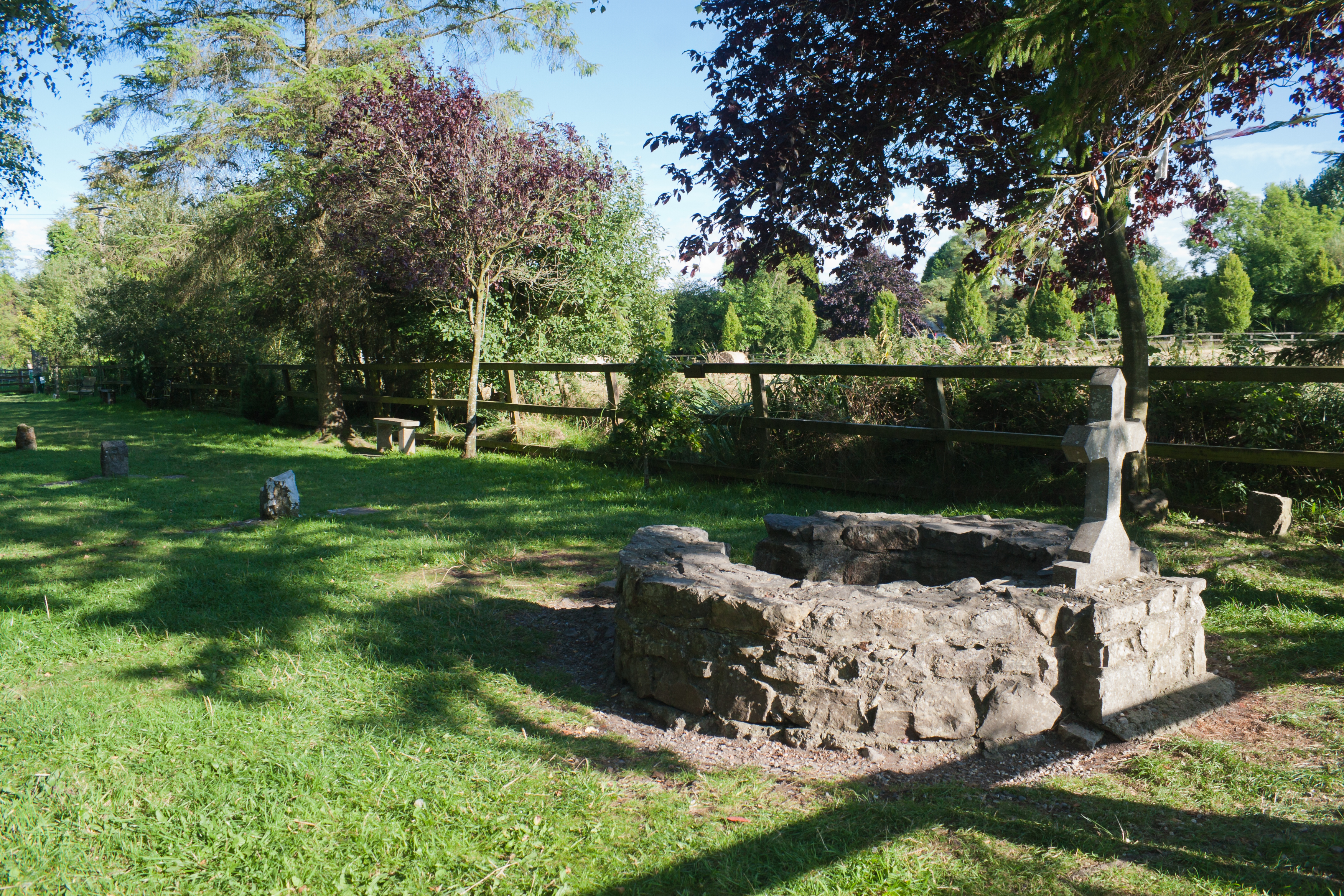
Little St Brigid's Well in Brallistown

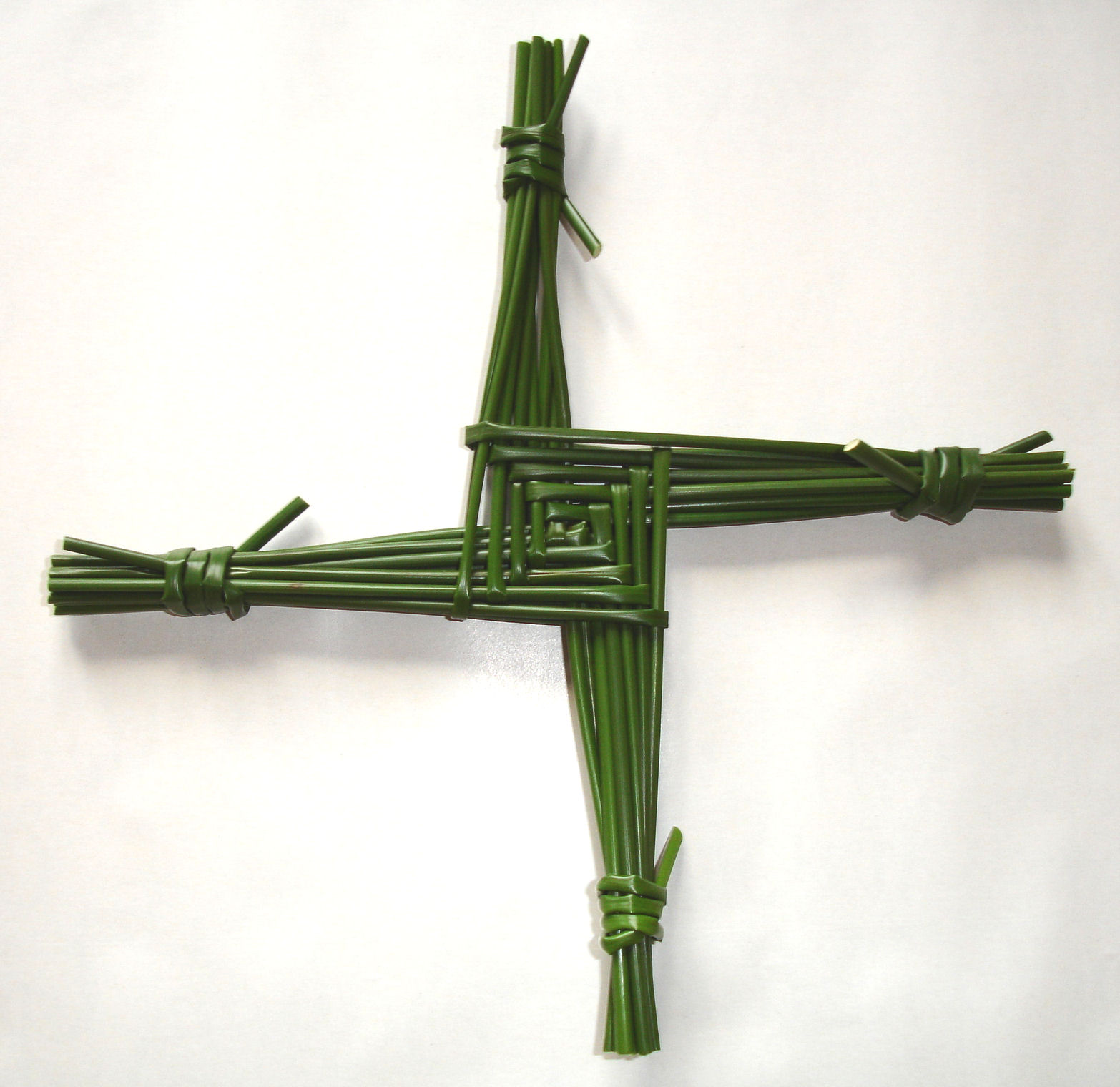
St. Brigids Kreuz

Tobar Bhríde [ˈt̪ɔbəɾ vɾʲiːdʲə] (deutsch: Quelle der Brigid; englisch: Brigid´s well) ist der irische Name für eine der 15 heiligen Quellen des Wasserkultes der Brigid bei den Kelten Irlands. 

## Namensgebung
Die Quelle ist nach der gälischen Göttin Brigid (neuirisch Bríd) benannt. „Tobar“ steht im irischen Gälisch für Quelle.

## Beschreibung
Tobar Bhríde, Quelle der Heiligen Brigid, ist der gälische Name für eine von 15 heiligen Quellen des ursprünglichen Wasserkultes der Brigid in Irland. In der irischen Mythologie war Brigid die Göttin des Feuers, der Einheit, der Geburt, der Heilung und der Poesie. Sie gilt als die Tochter des Dagda, einer der Hauptgötter der Túatha Dé Danann, und der Erdmutter Danu. 
Tobar Bhríde werden z. B. die folgenden Quellen genannt:
- Tobar Bhríde bei Liscannor
- Tobar Bhríde bei Kildare
- Tobar Bhríde in Myshall